# Левобережный район (Мариуполь)
Левобере́жный район Мариуполя — внутригородская административно-территориальна единица города Мариуполя, до 28 января 2016 года носившая название Орджоники́дзевский район. Левобережный район расположен на востоке города, один из районов, который расположен на левом берегу реки Кальмиуса, отделён от остальной части Мариуполя промышленной зоной комбината «Азовсталь».

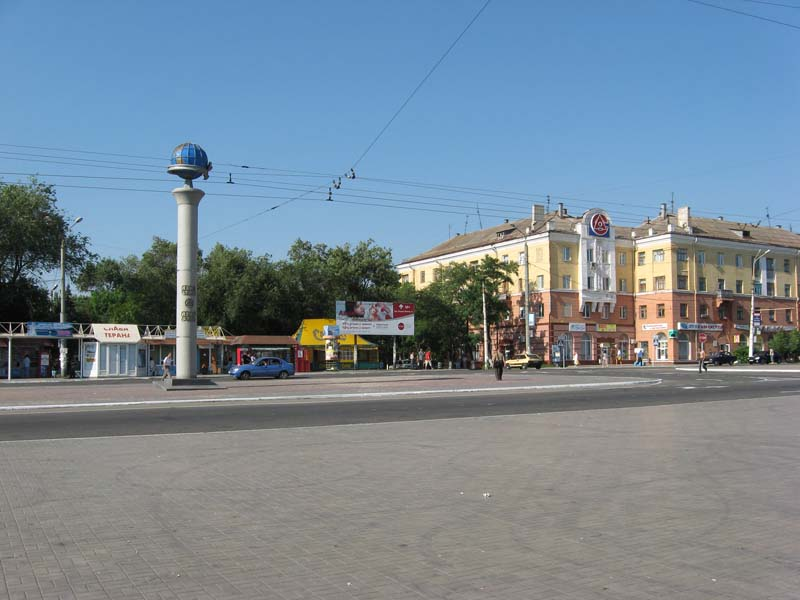
Площадь Победы

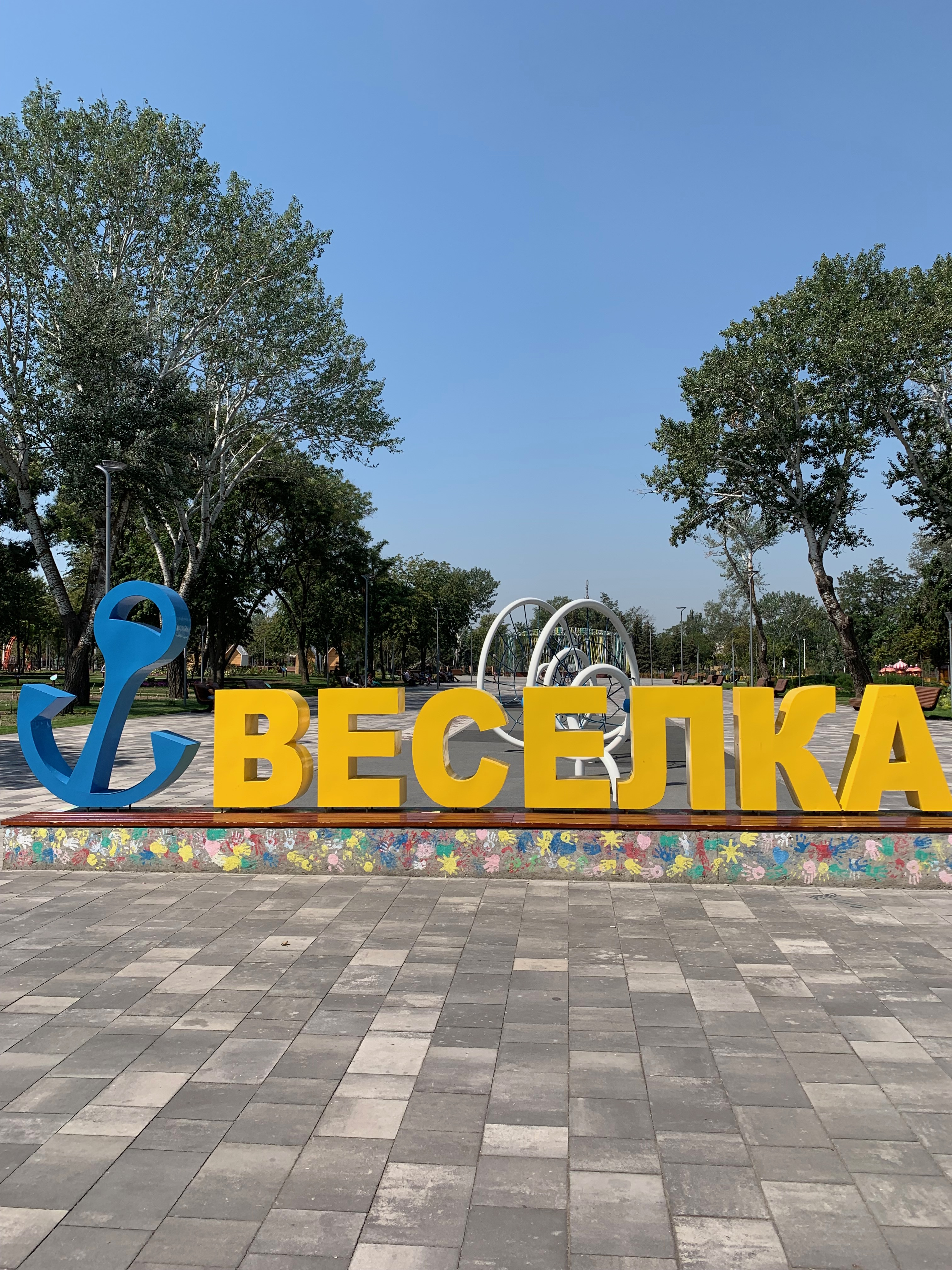
Парк «Веселка»

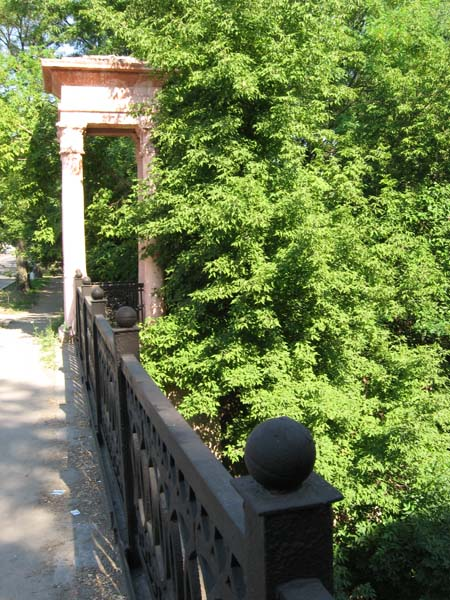
В парке «Азовсталь»

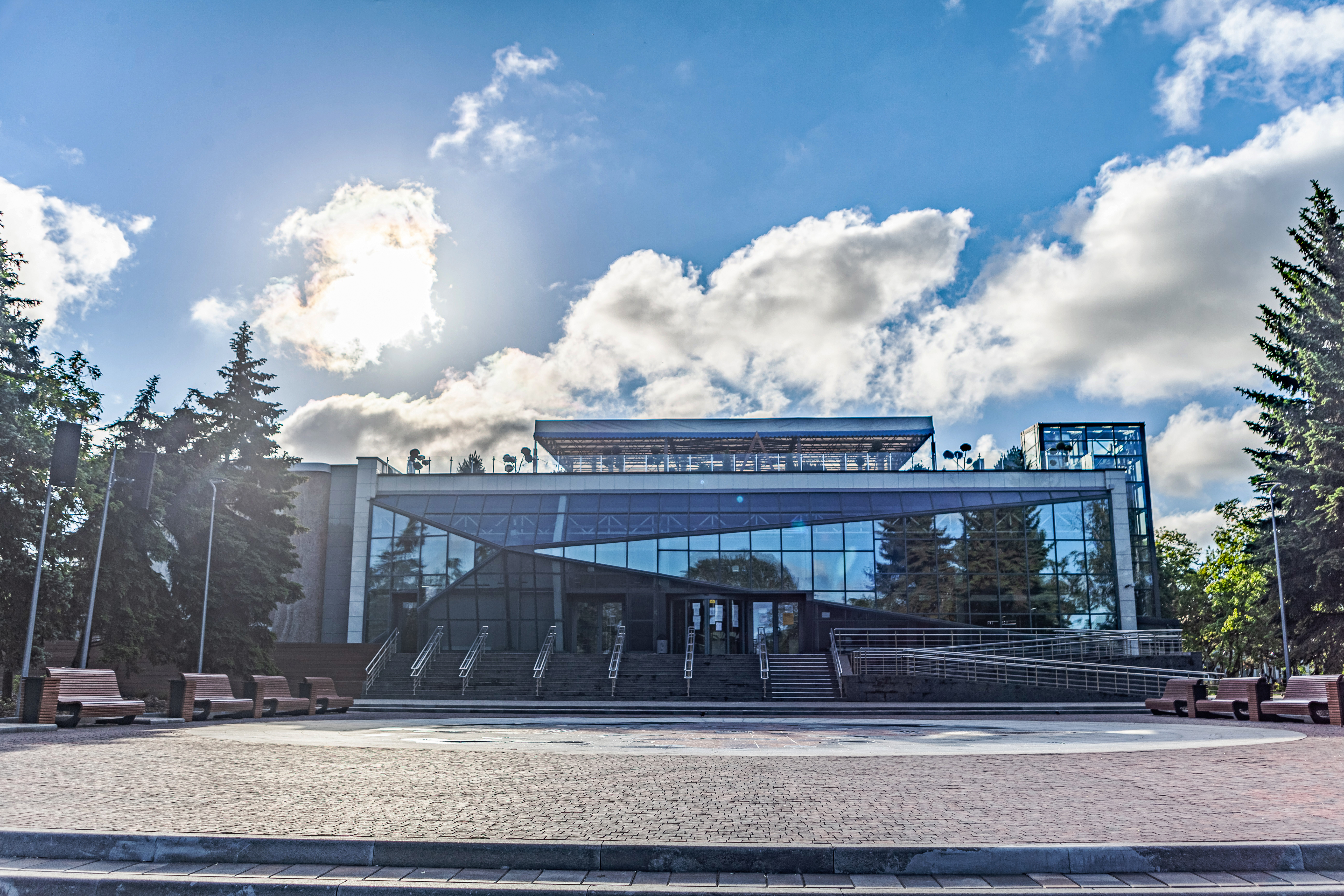
Социальный офис «Мультицентр»

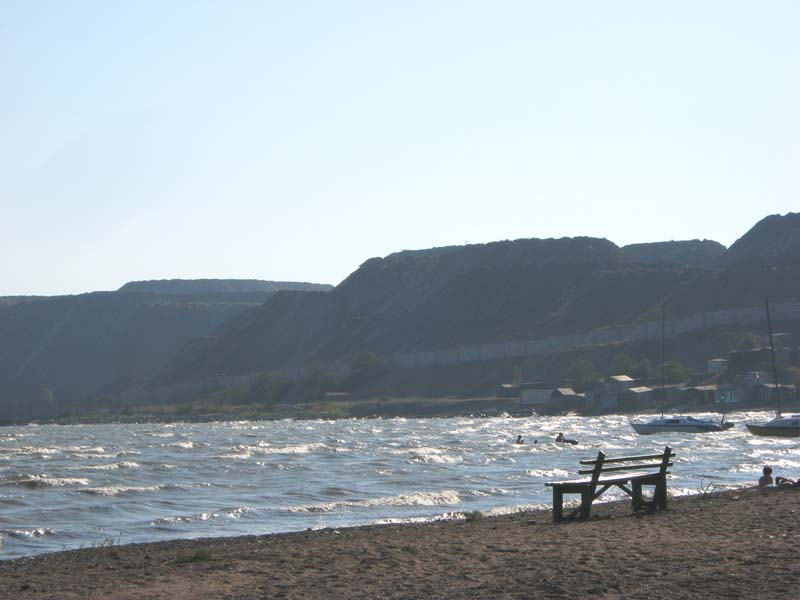
Азовское море в районе Азовстали

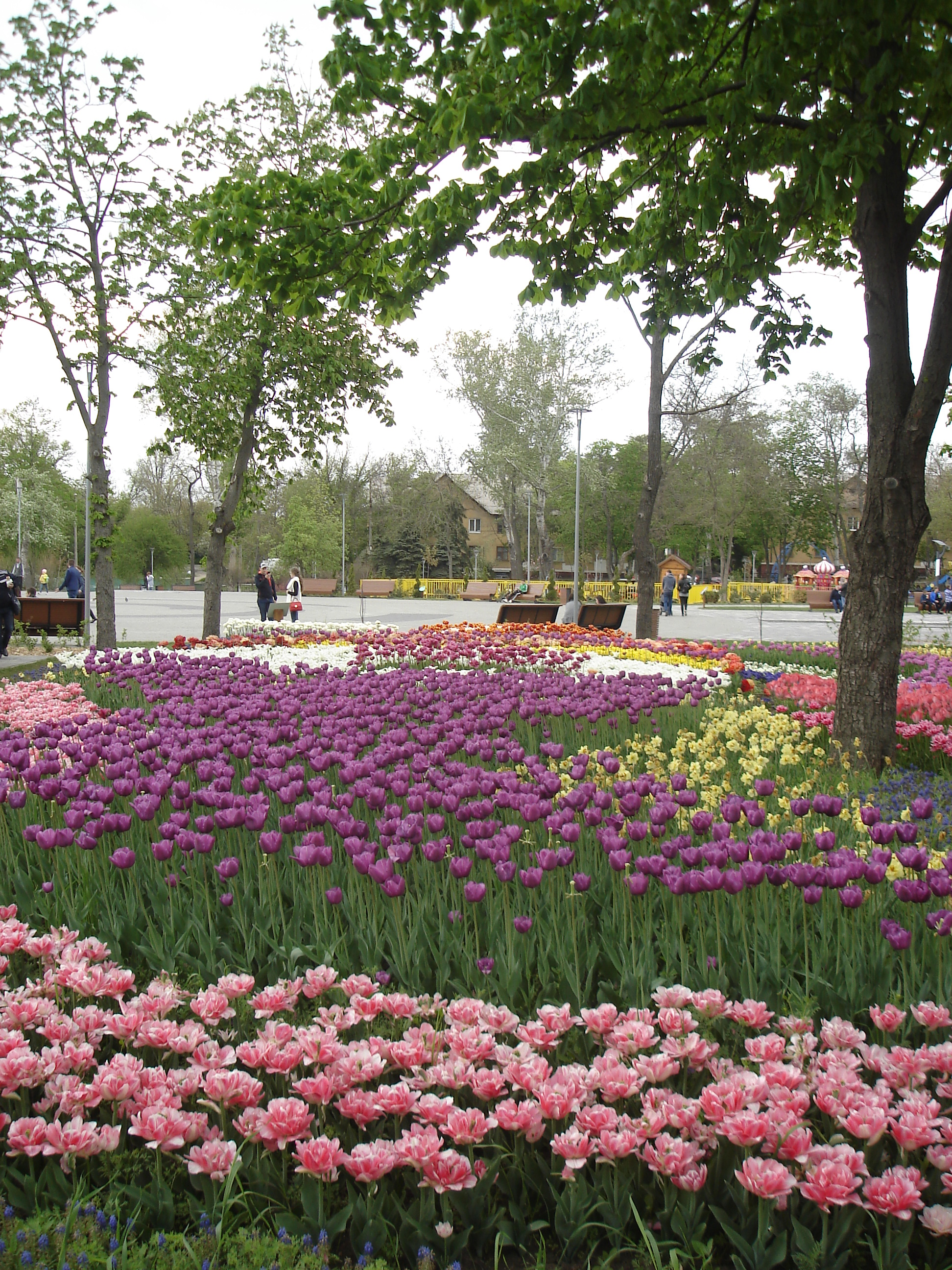
Парк «Веселка»

Население района — 120 150 чел.
Площадь района — 39,987 кв.км

## История
- 22 июня 1939 года, указом Президиума Верховного Совета УССР, в городе Мариуполе образован Орджоники́дзевский городской районный Совет из части города, расположенной на левом берегу реки Кальмиус.
- 28 января 2016 года, решением IV сессии VII созыва Мариупольского городского совета[2], Орджоникидзевский район города Мариуполя переименован в Левобережный.

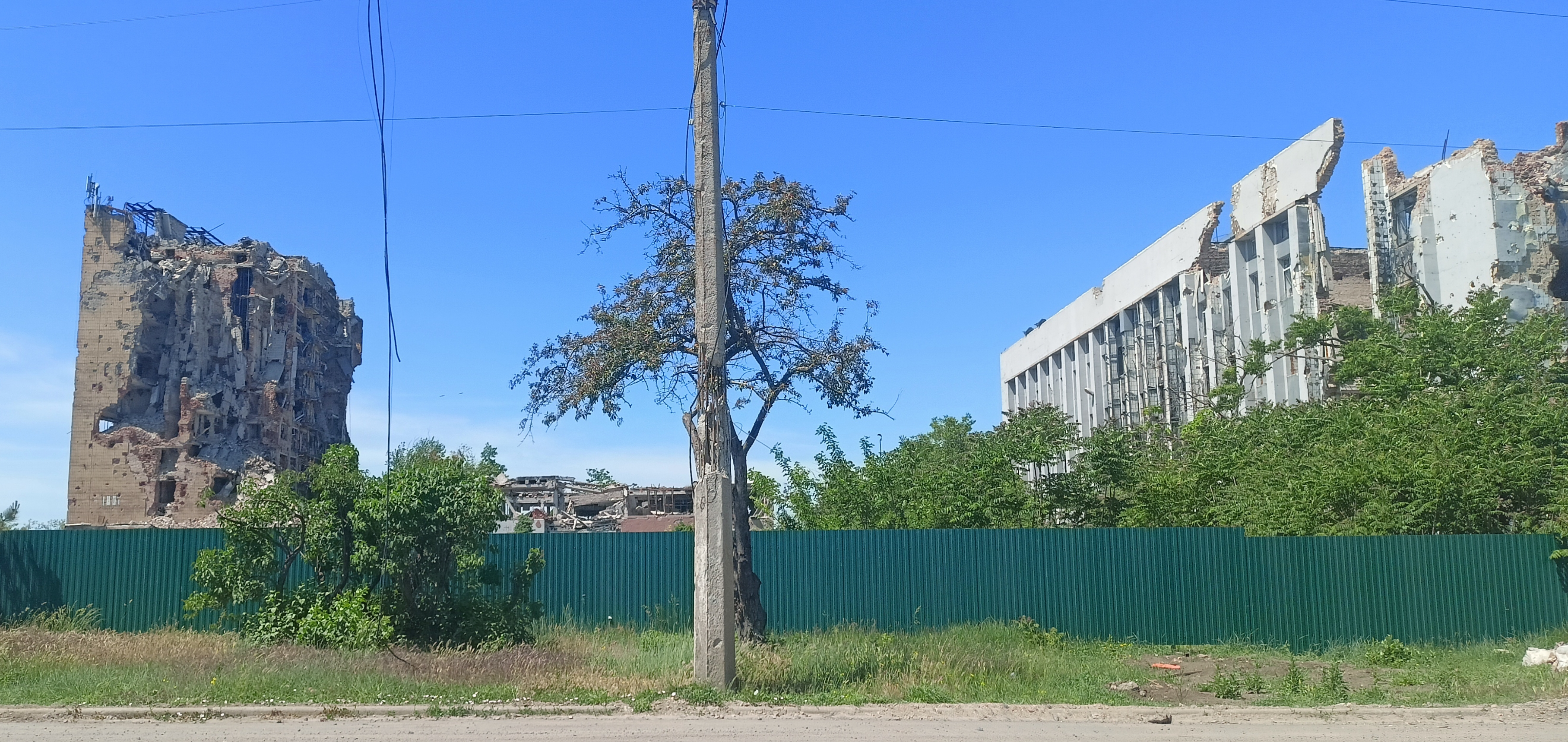
Разрушенные здания администрации здания Левобережного района

## Достопримечательности
- Городской дворец культуры (ул. Азовстальская)
- Спорткомплекс «Азовсталь» (стадион, манеж) (ул. Ломизова, 1)
- ПКиО «Веселка»
- Парк «Азовсталь»
- Церковь Архистратига Михаила
- Социальный офис «Мультицентр» (ул. Украинского казачества),
- Гостиница «Азовсталь» (проспект Победы, 16) — не функционирует
- Городской Центр научно-технического творчества молодёжи (Морской бульвар, 50-б)

## Жилые массивы
- Восточный
- Азовский (альтернативные названия — Ленинградский, Солнечный)
- Заводоуправление (альтернативное название — 6-й участок)
- 2-й участок (старое деление на участки)
- 3-й участок
- Первомайский (альтернативное название — Хатастрой)
- Успеновка
- Найденовка
- Виноградное (Ляпино)
- Троицкий

## Основные автомагистрали
- просп. Победы
- просп. Единства (бывш. проспект 1-го Мая)
- просп. Свободы (бывш. проспект Ленинградский)
- бульвар Морской (бывш. бульвар Комсомольский)
- бульвар Меотиды (бывш. бульвар 50-летия Октября)
- ул. Олимпийская
- ул. Таганрогская
- ул. Азовстальская
- ул. Украинского казачества (бывш. ул. Орджоникидзе)
- ул. Якова Гугеля
- ул. Ломизова
- ул. Набережная

## Промышленные предприятия
- Металлургический комбинат «Азовсталь» — не функционирует
- Мариупольский хлебозавод
- Завод металлоконструкций «Сталькон» — не функционирует
- Завод «Химпласт»
- Завод «Маркограф»
- Завод изоляционных материалов — ЗИМ
- ЗЖБИ — завод железобетонных изделий
- Завод «Азовжелезобетон»
- Мариупольский мясокомбинат — не функционирует

## Городской транспорт
- троллейбусы: 2, 15 (см. Мариупольский троллейбус)
- трамваи: 3, 4, 5, 6, 9, 11,15,16 (см. Мариупольский трамвай)
- автобусы, маршрутные такси: 24т, 25т, 35т, 100 (отменён), 112, 119 (отменён), 122 (отменён), 124 (отменён), 128 (отменён), 153, 157 (отменён), 201 (отменён) (см. Мариупольский автобус)

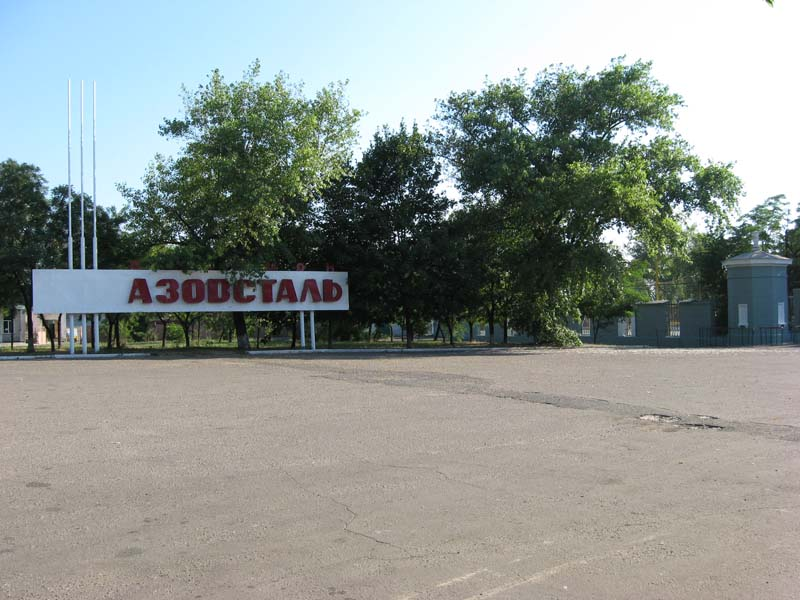
Вход в спортивный комплекс «Азовсталь»
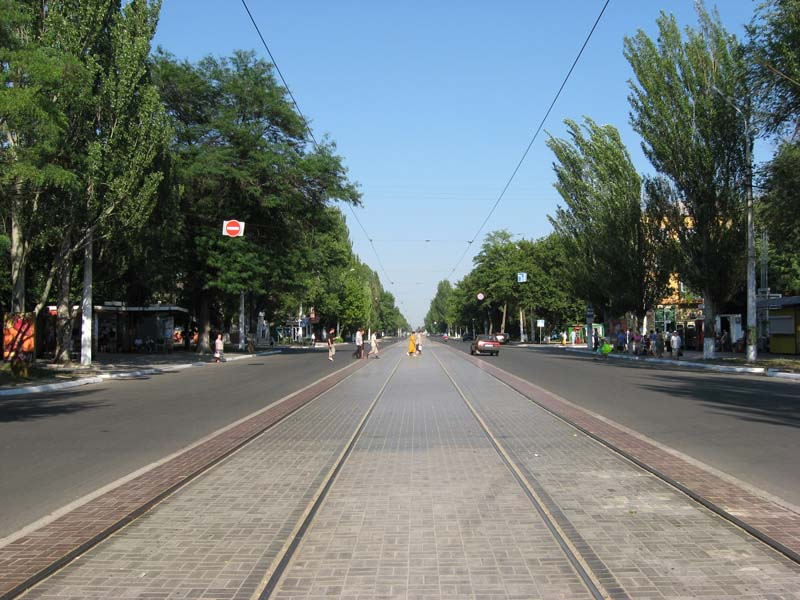
Улица Азовстальская
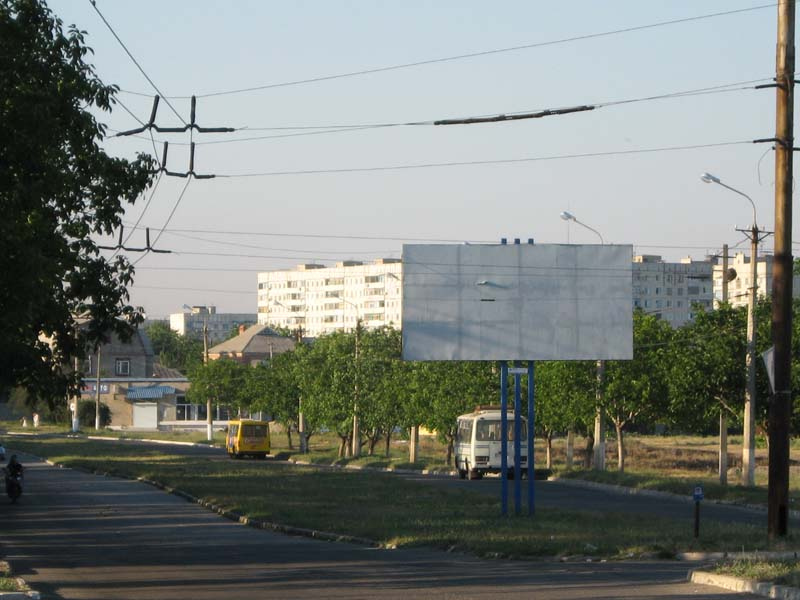
Жилой массив «Восточный»
Вид на жилой массив «Восточный»
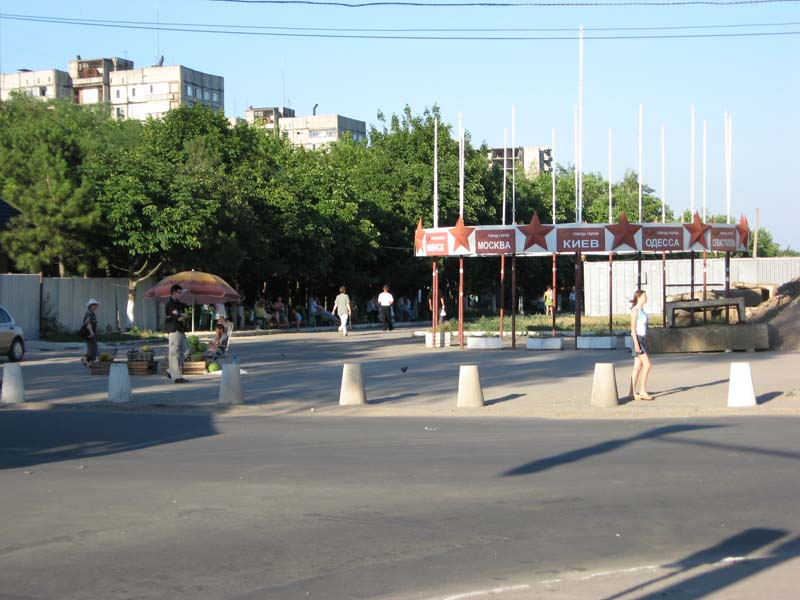
Жилой массив «Азовский», Парк Победы
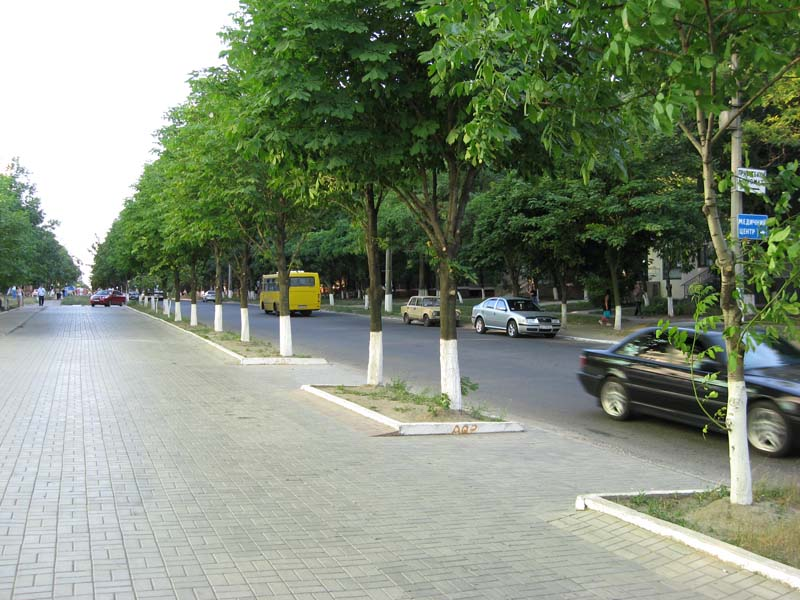
Улица 130-й Таганрогской Дивизии
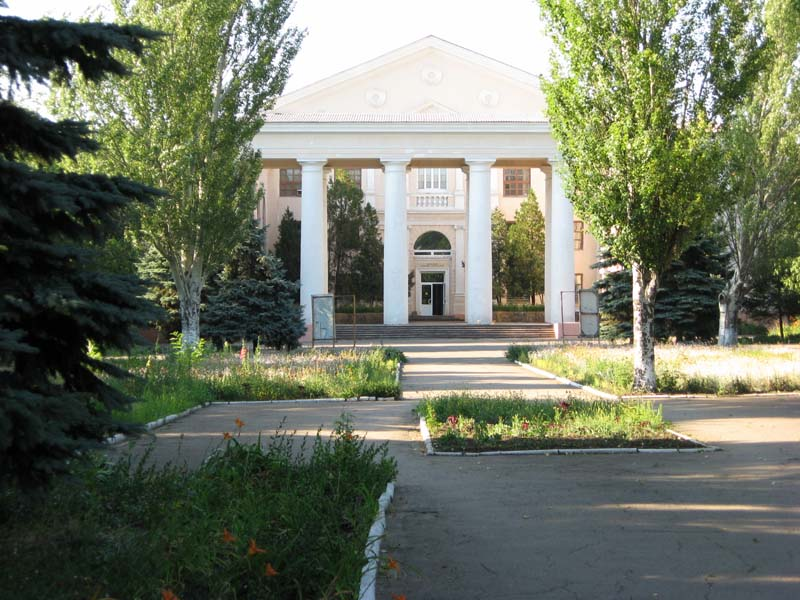
Дворец культуры Строителей
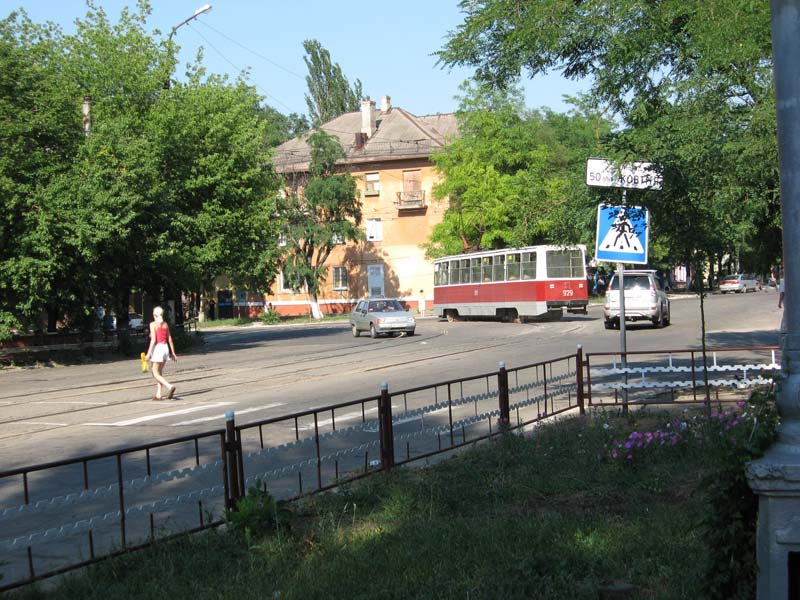
Пересечение ул. Пашковского и просп. Единства
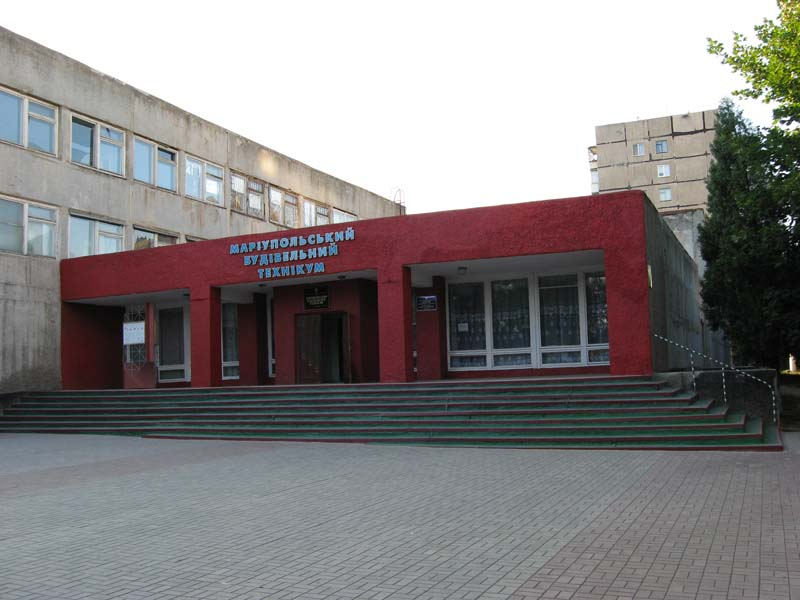
Строительный техникум
Церковь Святого Архистратига Михаила
Спорткомплекс «Азовсталь»
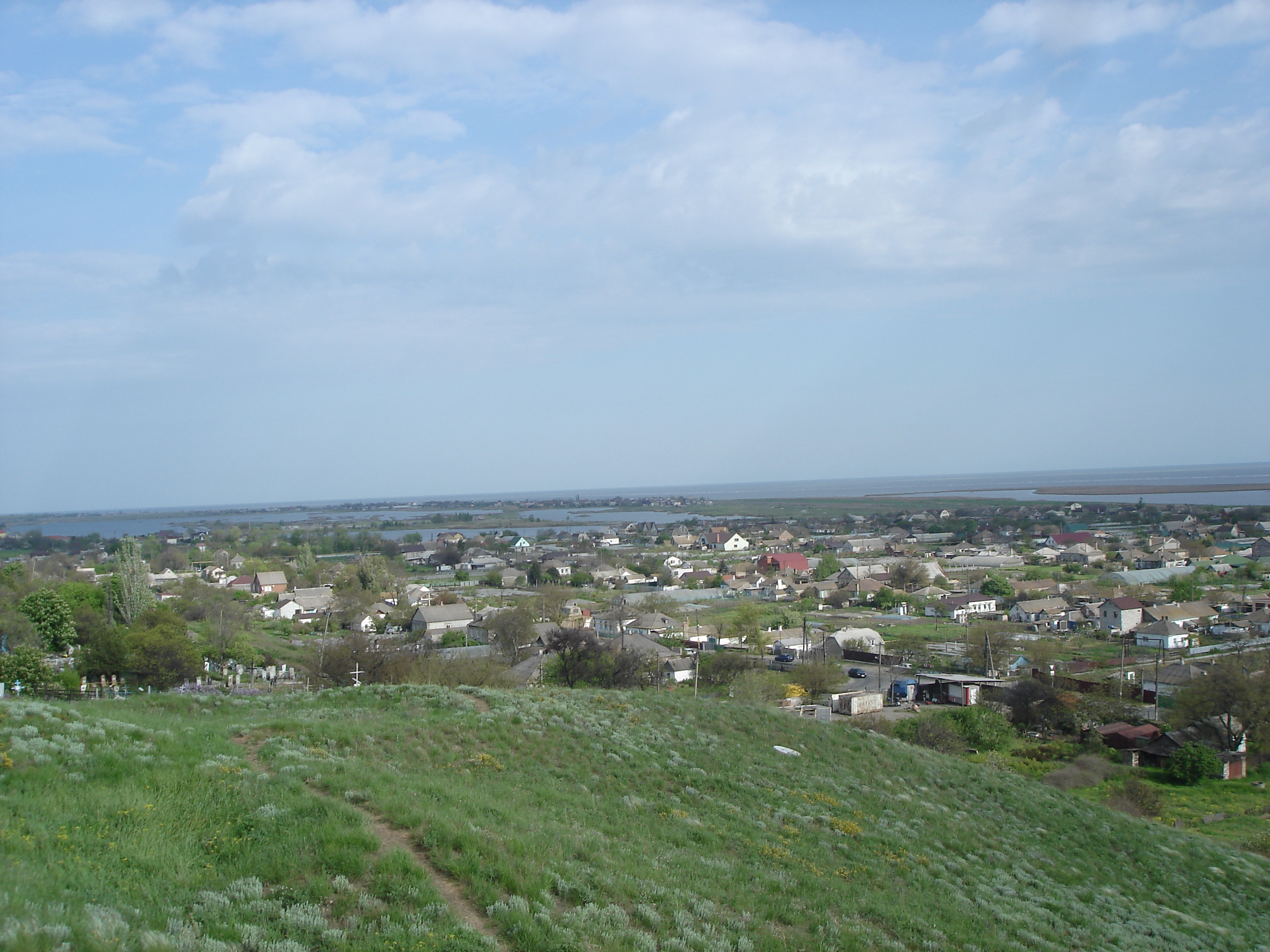
Юго-восточная окраина — село Виноградное и лиман Бакаи